# Auguste Van Assche
Pour les articles homonymes, voir Van Assche.
Auguste Van Assche, né le 5 juillet 1826 à Gand et mort le 24 février 1907, est un architecte belge, auteur de nombreuses restaurations et transformations de bâtiments médiévaux en Belgique.

## Biographie
Formé à l'Académie des Beaux-Arts de Gand, il travaille également sous la direction de Louis Roelandt, de Pauli, puis de Jean-Baptiste Bethune ; enseigne à l'École Saint-Luc de Gand, membre de la Gilde de Saint-Thomas et de Saint-Luc. Membre de la Commission royale des Monuments. 

## Restaurations

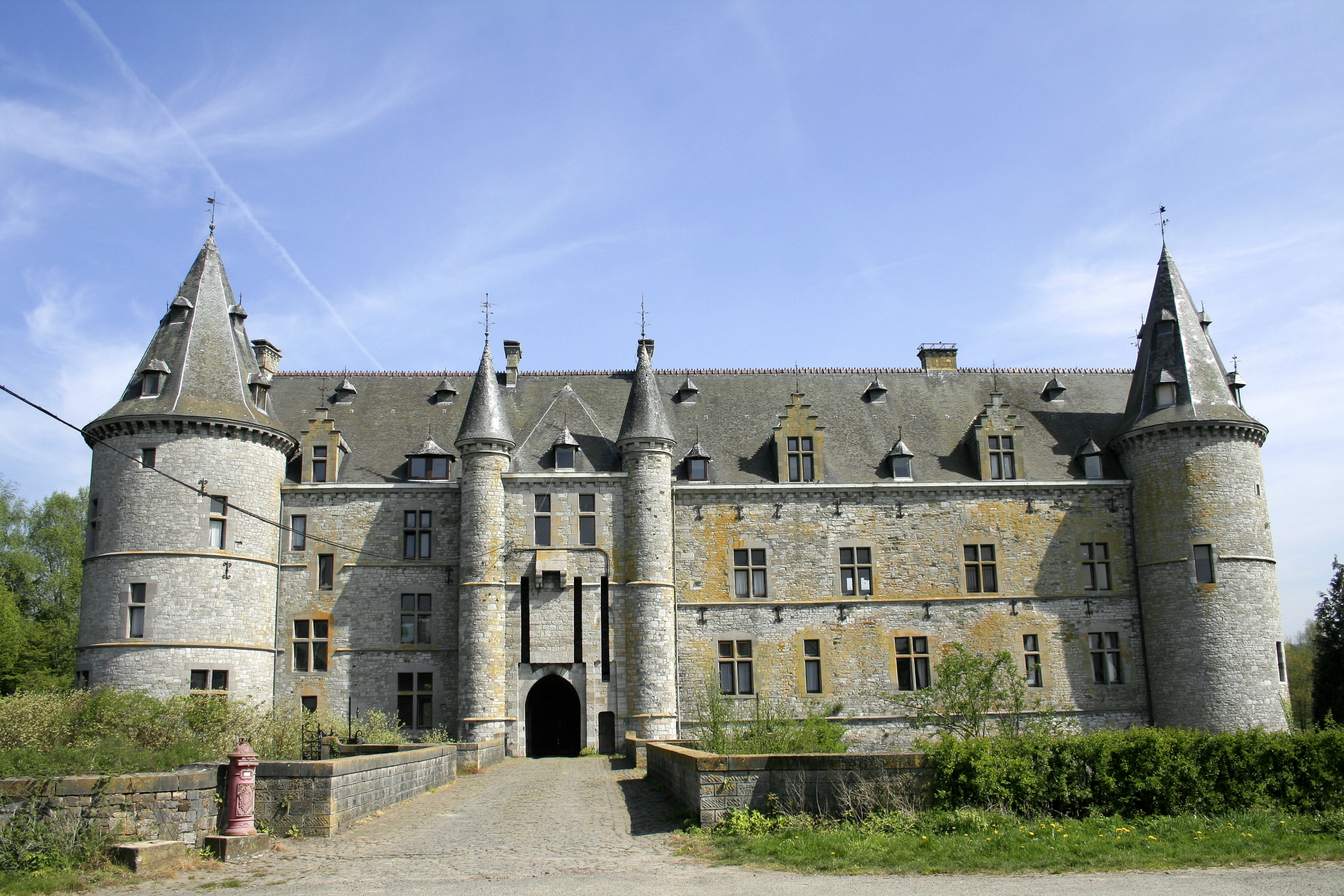
Château de Fallais

- Église Notre-Dame de Pamele à Audenarde
- Château de Spontin (restauration et transformations, avec l'architecte Jean-Baptiste Bethune).
- Château de Fallais (restauration et transformations, 1881-1882).
- Château de Leignon (restauration et transformations, vers 1890).

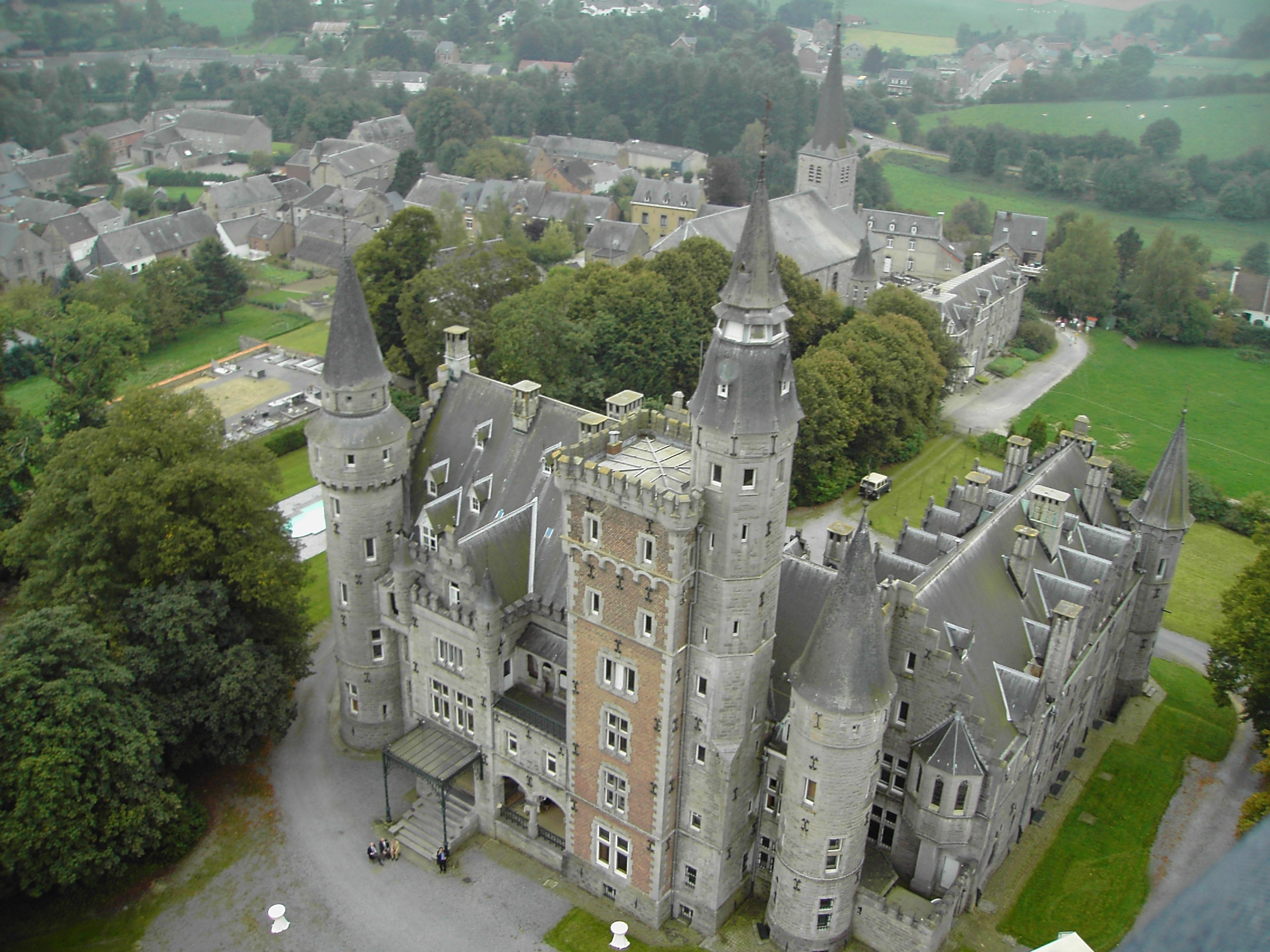
Château de Leignon

- Château de Tilleghem (restauration et transformations, avec l'architecte Jean-Baptiste Bethune).
- Cathédrale Saint-Paul à Liège (restauration et transformations, avec l'architecte Jean-Charles Delsaux)
- Église Saint-Jacques de Gand (restauration, 1870-1906).
- Église Saint-Remacle de Marche-en-Famenne (restauration, 1882-1892).
- Église Saint-Pierre de Hastière (restauration, 1882-1909).
- Église Saint-Jacques de Liège (restauration, portail sur la façade sud).
- Église Saint-Christophe à Liège (restauration et transformations, à partir de 1885).
- Église Saint-Gilles à Liège (restauration et transformations).
- Église Notre-Dame de Thuin (agrandissement).
- Chapelle du château de Ponthoz à Clavier, 1872-1879.
- Église Notre-Dame à Dinant (restauration, 1874-1903).
- Église Saint-Martin à Avennes (restauration et agrandissement, 1899-1906).
- Église Sainte-Walburge de Furnes (agrandissement, 1902-1904).

## Constructions neuves

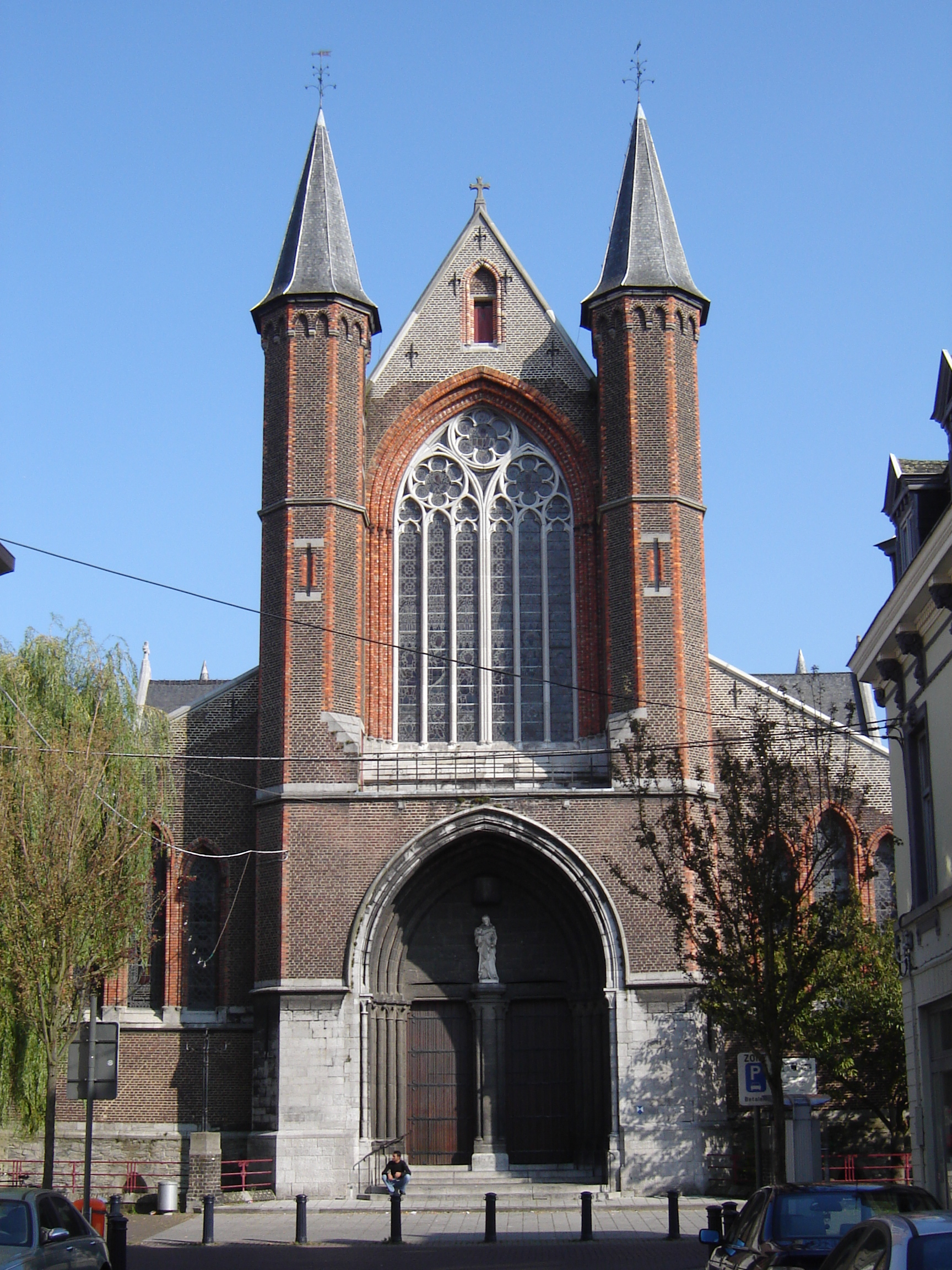
Eglise Saint-Joseph à Gand

- Église Saint-Joseph de Gand en style néogothique, 1880-1883
- Église Saint-Joseph de Seraing en style néogothique, 1888-1890
- Abbaye bénédictine de Maredret
- Abbaye bénédictine de Termonde
- Couvent des Dominicains à Ostende